# 花園餐廳

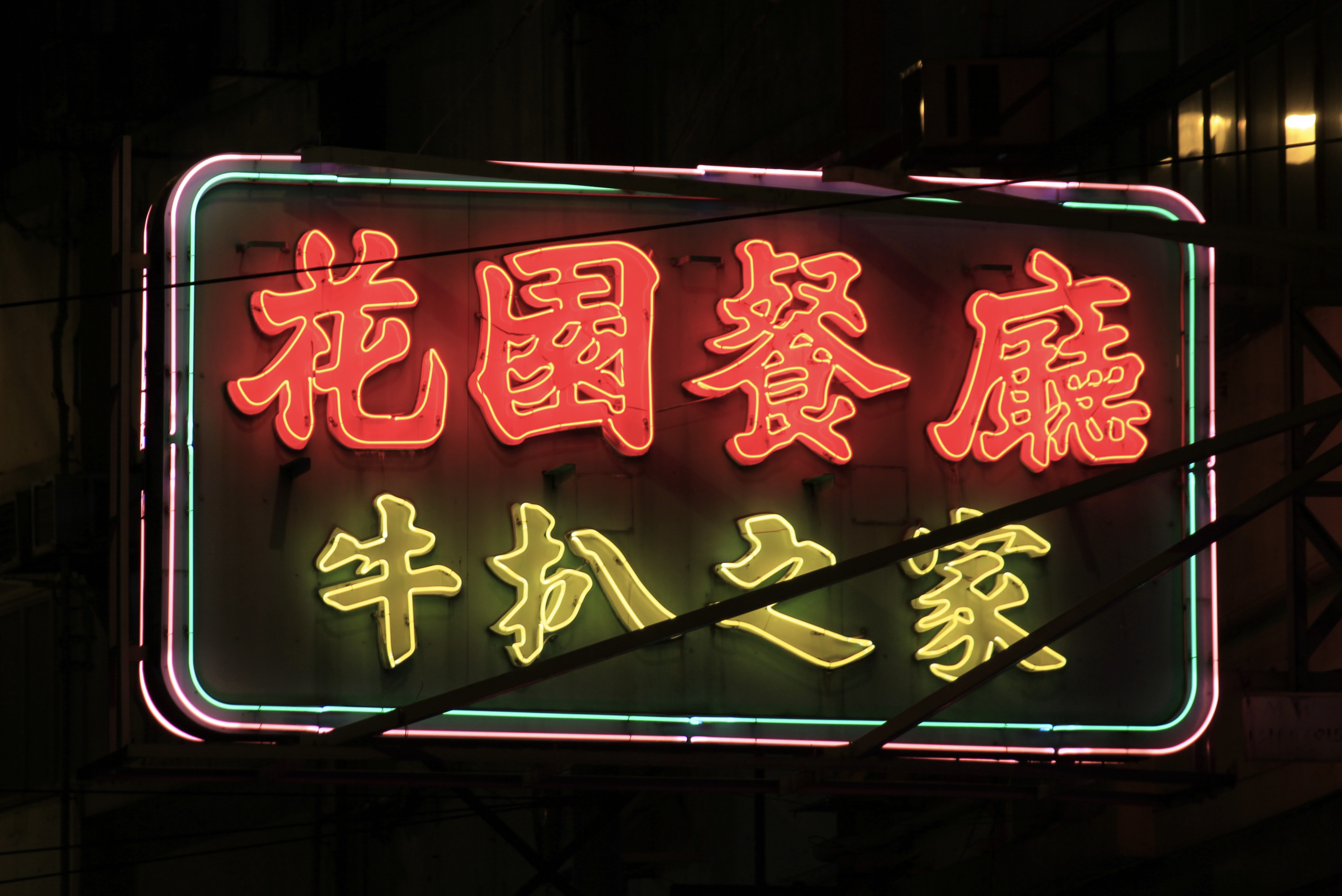
花園餐廳的霓虹燈招牌

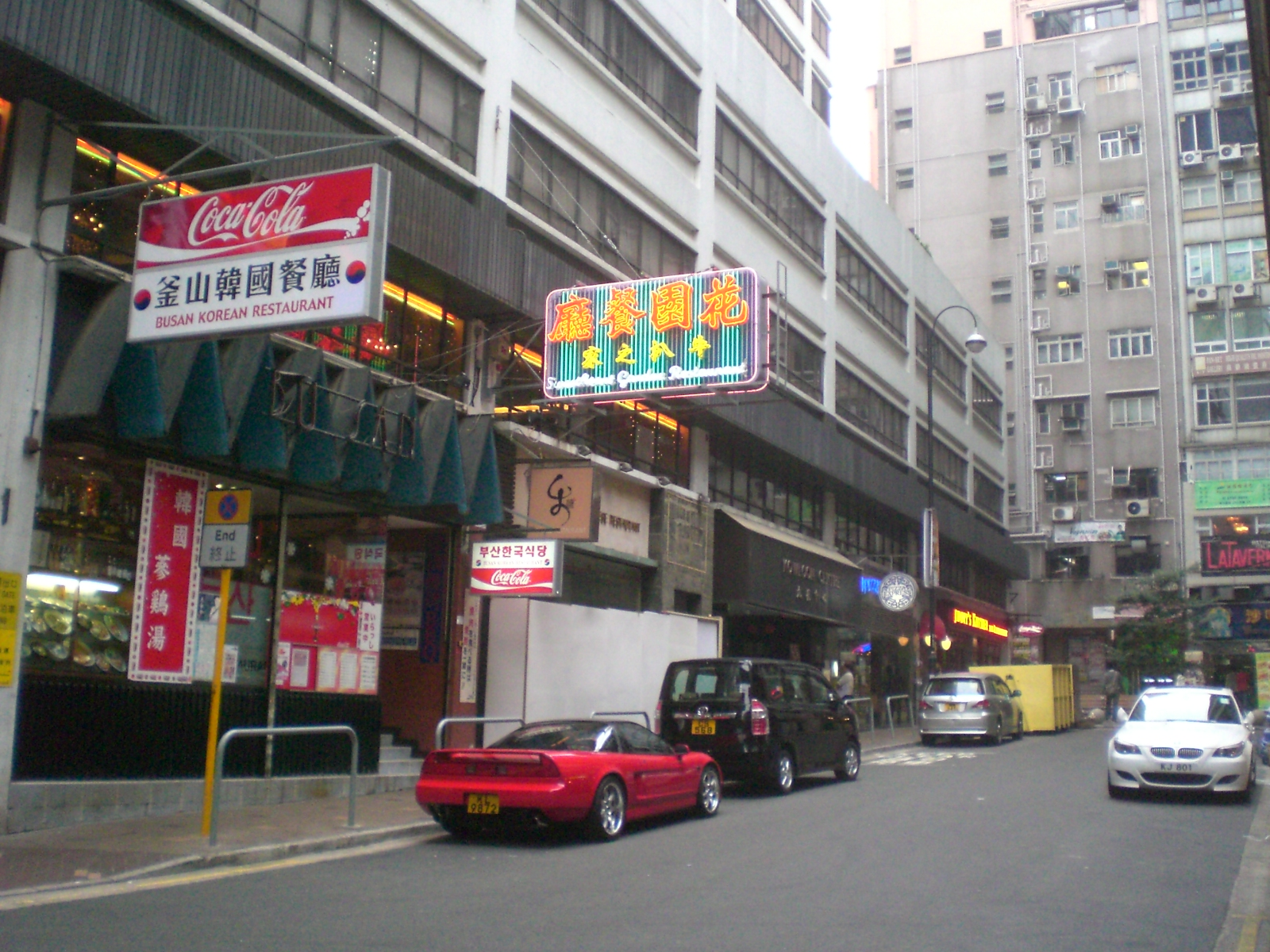
尖沙咀亞士厘道花園餐廳

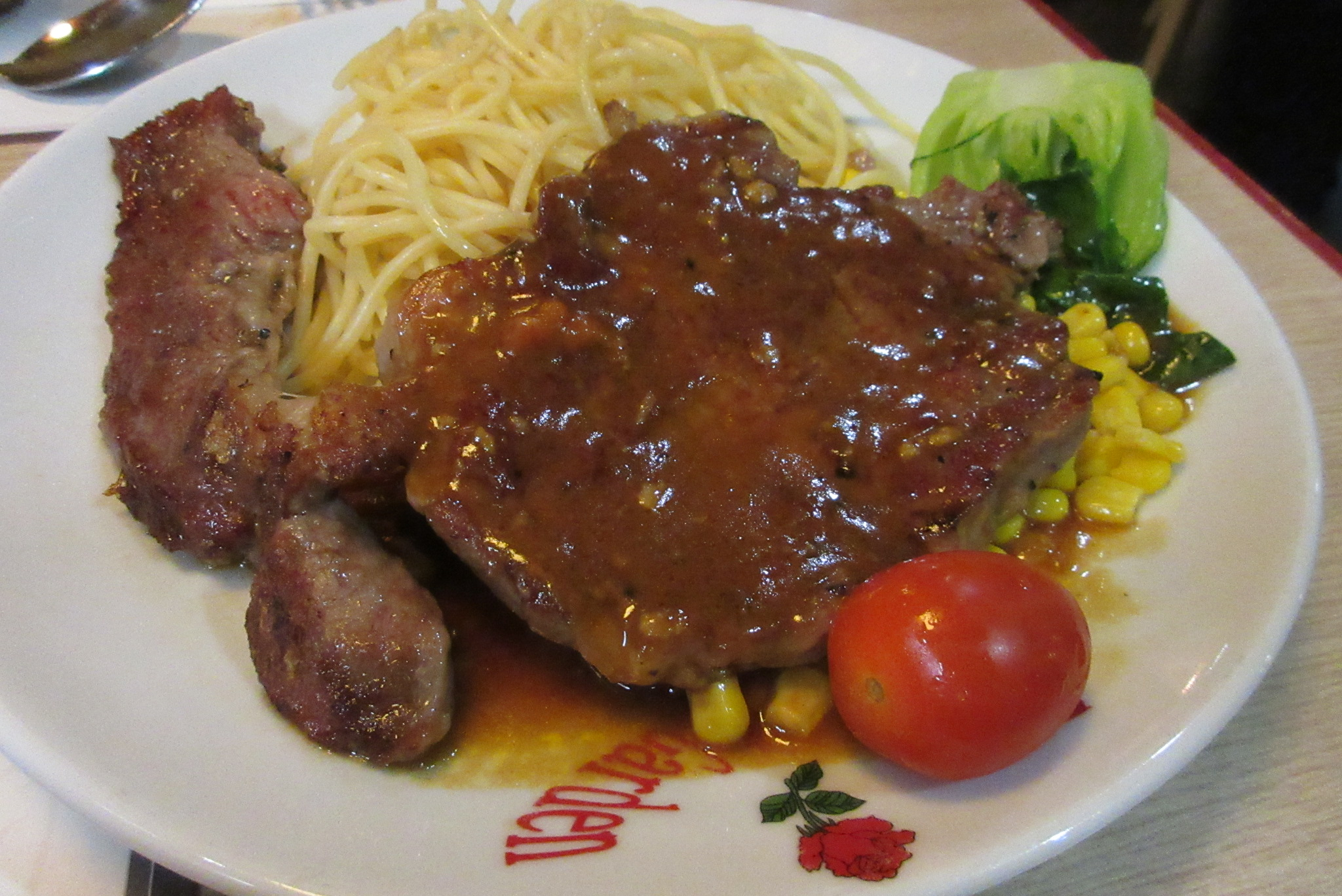
花園餐廳扒餐

花園餐廳（英語：Sweetheart Garden Restaurant）是香港著名的港式扒房，於1963年開業，現共有十家分店。有名出品T骨牛扒、沙朗牛排、牛柳及牛肉肉眼扒類食品；牛排所用的鐵板也是香港飲食文化特色之一。

## 分店

### 尖沙咀
- 亞士厘道（已結業）

### 北角
- 英皇道

### 旺角
- 西洋菜南街
- 旺角銀行中心
- 山東街
- 豉油街
- 通菜街

### 觀塘
- 康寧道
- 成業街（已結業）

### 銅鑼灣
- 記利佐治街
- 霎東街

### 荃灣
- 綠楊坊 蕙荃路

## 醜聞
2020年6月7日，一名男食客在花園餐廳觀塘康寧道分店進食頭盤後，準備飲用凍檸茶時發現杯內沉着一隻大蟑螂。集團管理層對事件向公眾致歉及將涉事分店於翌日起關閉3天徹底清潔，並徹查事件包括翻查閉路電視等，以挽回公眾信心。

## 外部連結
- 香港著數街（页面存档备份，存于）
- 開飯喇（页面存档备份，存于）